# Borgarthing
Das Borgarthing war im Mittelalter eines der vier regionalen Thinge in Norwegen. Die Thing-Versammlungen wurden in Borg dem heutigen Sarpsborg, südlich von Oslo, abgehalten.
Die anderen drei norwegischen Thinge waren das Gulathing, das Eidsivathing und das Frostathing.
Im Rechtsbezirk des Borgarthing galt wie in den anderen drei Thingprovinzen zunächst ein eigenes Recht das Borgartingslagen (Borgarþingslög). Dieses Recht wurde in der ersten Hälfte des 12. Jahrhunderts aufgezeichnet, ist aber bis auf Fragmente verloren gegangen.
Der Name Borgarting hat sich bis in die Gegenwart im Namen Borgarting lagmannsrett erhalten, einem der sechs Obergerichte in Norwegen, dessen Sitz Oslo ist.